# エリザベス・ハンド
エリザベス・ハンド（Elizabeth Hand, 1957年3月29日 - ）は、アメリカ合衆国の作家。

## 経歴
ハンドはニューヨーク州ヨンカーズとパウンド・リッジで育ち、カトリック大学で演劇と文化人類学を学んだ。1988年以降、彼女の作品の多くで舞台となっているメイン州の沿岸地方に住みつつ、パートタイムでロンドンのカムデン・タウンにも住んでいる。
1988年にデビュー短編"Prince of Flowers"を『トワイライト・ゾーン』誌に発表。1990年には第一長編として文明崩壊後のアメリカを舞台としたテクノゴシックSF『冬長のまつり』を発表し、同作でフィリップ・K・ディック賞にノミネートされる。『冬長のまつり』の続編であるAestival Tide (1992年)、Icarus Descending (1993年) の後、1994年には現代ホラーファンタジーWaking the Moon を発表し、同作でティプトリー賞とミソピーイク賞を受賞。以後、ネビュラ賞中長編部門と世界幻想文学大賞中編部門を受賞した「過ぎにし夏、マーズ・ヒルで」（1994年）、世界幻想文学大賞中編部門を受賞した「イリリア」（2007年）をはじめ、SF、ファンタジー、ホラー分野で活躍。かつては『スター・ウォーズ』『Xファイル』『12モンキーズ』など、映画やテレビドラマのノベライズやスピンオフも手がけていた。創作と並行して、長年『ワシントン・ポスト』や『F&SF』誌 などでレビュワーやコラムニストを務めている。
現在のパートナーは有名なSF・ファンタジー批評家のジョン・クルート。

## 受賞歴
- 「過ぎにし夏、マーズ・ヒルで」"Last Summer at Mars Hill"（1994年）　ネビュラ賞ノヴェラ部門、世界幻想文学大賞ノヴェラ部門
- Waking the Moon （1994年）　ティプトリー賞、ミソピーイク賞
- "Cleopatra Brimstone" （2001年）　国際ホラーギルド賞中長編部門
- "Pavane for a Prince of the Air" （2002年）国際ホラーギルド賞中編部門
- Bibliomancy （2003年）　世界幻想文学大賞短編集部門
- 「エコー」"Echo"（2005年）　ネビュラ賞短編部門
- Generation Loss （2007年）　シャーリイ・ジャクスン賞長編部門
- 「イリリア」"Illyria"（2007年）　世界幻想文学大賞ノヴェラ部門
- 「マコーリーのベレロフォンの初飛行」"The Maiden Flight of McCauley's Bellerophon"（2010年）　世界幻想文学大賞ノヴェラ部門
- "Near Zennor" （2011年）　シャーリイ・ジャクスン賞ノヴェラ部門
- Wylding Hall （2015年）　シャーリイ・ジャクスン賞ノヴェラ部門

## 主な作品

### 長編
- 1988 『冬長のまつり』（ハヤカワ文庫SF、浅羽莢子訳）Winterlong – ISBN 0-553-28772-9
- 1992 Aestival Tide – ISBN 0-553-29542-X
- 1993 Icarus Descending – ISBN 0-553-56288-6
- 1994 Waking the Moon（UK版、少し長い）– ISBN 0-586-21747-9
- 1995 Waking the Moon (US版、著者の好みはこちら[2]）– ISBN 0-06-105214-0
- 1997 Glimmering (second edition 2012) – ISBN 0-06-100805-2
- 1999 Black Light – ISBN 0-06-105266-3
- 2004 Mortal Love[3] – ISBN 0-06-105170-5
- 2006 Chip Crockett's Christmas Carol（ノヴェラ。初刊行はSci Fiction 2000年12月。Judith Cluteによるイラストを付けて2006年に単行本化）– ISBN 1-870824-49-0
- 2006 「イリリア」 Illyria （ノヴェラ）– ISBN 1-905834-63-2, 978-1-905834-63-1
- 2007 Generation Loss （Cass Neary Crime Novels 第1作）– ISBN 1-931520-21-6
- 2007 The Bride of Frankenstein（media tie-in）– ISBN 1-59582-035-3
- 2012 Available Dark（Cass Neary Crime Novels 第2作） – ISBN 978-0312585945
- 2012 Radiant Days  – ISBN 978-0670011353
- 2015 Wylding Hall（ノヴェラ） – ISBN 978-1848638938
- 2016 Hard Light（Cass Neary Crime Novels 第3作） – ISBN 978-1250030382
- 2019 Curious Toys  – ISBN 978-0316485883
- 2020 The Book of Lamps and Banners（Cass Neary Crime Novels 第4作） – ISBN 978-0316485937
- 2022 Hokuloa Road  – ISBN 978-0316542043
- 2023 A Haunting on the Hill  – ISBN 978-1408729571

『スター・ウォーズ』シリーズ
- 2003 Boba Fett: Maze Of Deception – ISBN 0-439-44245-1
- 2003 Boba Fett: Hunted – ISBN 0-439-33930-8
- 2004 Boba Fett: A New Threat – ISBN 0-439-33931-6
- 2004 Boba Fett: Pursuit – ISBN 0-439-33933-2

ノベライズ
- 1995 『12モンキーズ』（ハヤカワ文庫SF、野田昌宏訳）12 Monkeys – ISBN 0-06-105658-8
- 1997 『ミレニアム1――新たなる一千年へ』（徳間文庫、小島由記子訳）Millennium: The Frenchman – ISBN 0-06-105800-9
- 1998 『X-ファイル 未来と闘え』（角川文庫、南山宏訳）The X-Files: Fight the Future – ISBN 0-06-105932-3
- 1999 『アンナと王様』（竹書房文庫、石田亨訳）Anna and the King – ISBN 0-06-102045-1
- 2001 『マリー・アントワネットの首飾り』（新潮文庫、野口百合子訳）The Affair of the Necklace – ISBN 0-06-107616-3
- 2004 Catwoman – ISBN 0-345-47652-2

### 短編集
- 1998 Last Summer at Mars Hill – ISBN 0-06-105348-1
- 2003 Bibliomancy – ISBN 1-902880-73-0
- 2006 Saffron and Brimstone: Strange Stories – ISBN 1-59582-096-5
- 2012 Errantry – ISBN 1618730304
- 2017 Fire. – ISBN 1629632341
- 2021 The Best of Elizabeth Hand – ISBN 1645240053
- 2021『過ぎにし夏、マーズ・ヒルで』（創元海外SF叢書、市田泉訳）日本オリジナル編集
  - 「過ぎにし夏、マーズ・ヒルで」"Last Summer at Mars Hill"
  - 「イリリア」"Illyria"
  - 「エコー」"Echo"
  - 「マコーリーのベレロフォンの初飛行」"The Maiden Flight of McCauley's Bellerophon"